# Rui Andrade
Rui Pinto de Andrade (Luanda, 23 settembre 1999) è un pilota automobilistico angolano con cittadinanza portoghese, nel 2023 ha vinto il Campionato del mondo endurance FIA nella classe LMP2.

## Carriera

### Corse in monoposto
Nel 2018 Andrade debutta in monoposto nella Formula 4 spagnola, gareggiando con il team Drivex School dal secondo round del campionato. La stagione risulta discreta, conclude dodicesimo in classifica piloti con 43 punti.
Il 2019 è un anno molto impegnativo, nel gennaio partecipa con licenza portoghese alla Formula 4 degli Emirati Arabi Uniti con il team Dragon Racing. Andrade riesce a conquistare sei podi e di chiudere quinto in classifica generale. Nel resto della stagione partecipa alla Euroformula Open con il team Drivex, finendo a punti solo nel ultima gara stagionale di Monza. A luglio partecipa anche al round di Spa-Francorchamps della Formula Renault Eurocup.
Il 2020 è l'ultimo anno per il pilota angolano in monoposto, prima di passare al endurance. Tra gennaio e febbraio partecipa alla Toyota Racing Series con il team M2 Competition, mentre ritorna nel Euroformula Open con il nuovo team CryptoTower Racing insieme al pilota cinese Ye Yifei. In entrambi i campionati non riesce a conquistare un podio, nella serie neozelandese chiude sedicesimo, mentre nella serie spagnola chiude quattordicesimo.

### Endurance
Andrade si unisce al team russo G-Drive Racing per cominciare la sua carriera nell'endurance. Esordisce nella serie Asian Le Mans insieme a Franco Colapinto e John Falb. La stagione lo vede rivendicare 3 podi in 4 gare e terminare il campionato al terzo posto. Nel resto dell'anno partecipa con John Falb, Pietro Fittipaldi e Gustavo Menezes alla European Le Mans Series. L'equipaggio conquista un solo podio in stagione, un terzo posto al Red Bull Ring e chiudono ottavi in classifica. Sempre con il team russo partecipa a due gare del WEC, tra cui la 24 ore di Le Mans, nella classe LMP2 come pilota ospite.
Nel gennaio, Andrade corre per prima volta la 24 Ore di Daytona, partecipa alla corsa con il team Tower Motorsport e insieme a John Farano, Ferdinand von Habsburg e Louis Delétraz nella classe LMP2. L'equipaggio si qualifica ottavo e in gara nelle chiude terzo. Nel resto del Campionato IMSA WeatherTech SportsCar partecipa solo nelle gare valide per Endurance Cup. Ottiene il secondo posto nella 6 Ore di Watkins Glen ed vince la Petit Le Mans.

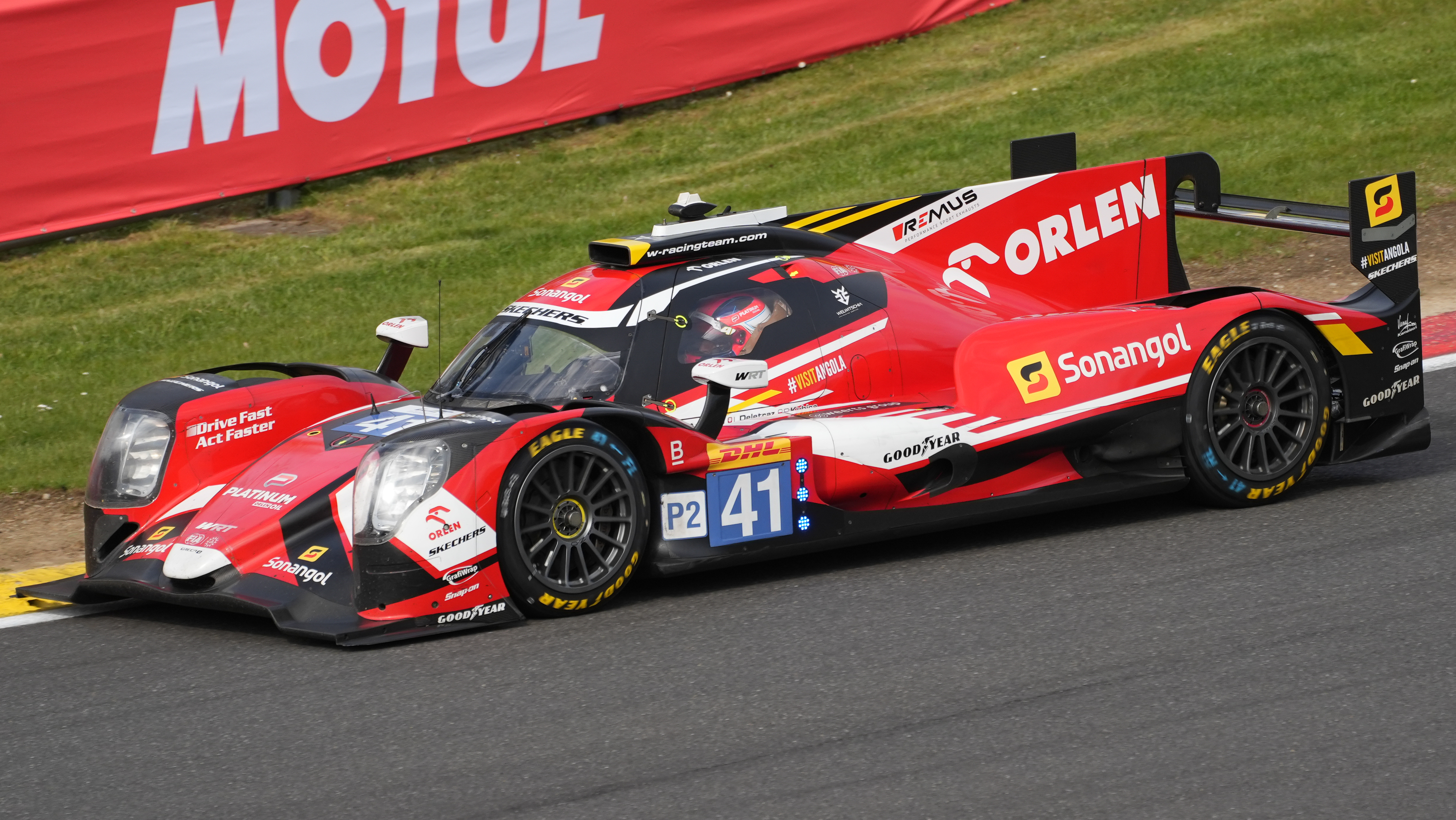
Andrade durante la 6 ore di Spa 2023 con il team Team WRT

Nel resto dell'anno corra la sua prima stagione completa del WEC, gareggiando per il Team WRT insieme a Ferdinand Habsburg e Norman Nato. Dopo aver conquistato due podi di classe nella 6 Ore di Monza conquista la sua prima vittoria. L'equipaggio chiude quarto in classifica di classe.
Per il 2023 rimane legato Team WRT correndo la sua seconda stagione nel Mondiale endurance insieme a Robert Kubica e Louis Delétraz. Il team ottiene tre vittorie, la 6 Ore di Spa-Francorchamps,la 6 Ore del Fuji e l'8 Ore del Bahrain e altrettanti podi nella 24 Ore di Le Mans, nella 6 Ore di Monza e nella 6 Ore di Portimão. Grazie a questi risultati l'equipaggio si laurea campione nella classe LMP2. Inoltre, gareggia nella European Le Mans Series per il team Inter Europol Competition.
Nel 2024 il WEC sopprime la classe LMP2, Andrade rimane nella serie correndo nella classe GT3. Si unisce al team TF Sport dividendo la Chevrolet Corvette Z06 GT3.R con Charlie Eastwood e Tom van Rompuy. L'anno seguente viene confermato dal team.

## Risultati

### Riassunto della carriera
| Stagione | Campionato              | Team                      | Gare | Vittorie | Pole | Gpv | Podi | Punti | Pos. |
| -------- | ----------------------- | ------------------------- | ---- | -------- | ---- | --- | ---- | ----- | ---- |
| 2018     | Formula 4 spagnola      | Drivex School             | 14   | 0        | 0    | 0   | 0    | 43    | 11°  |
| 2019     | Euroformula Open        | Drivex School             | 18   | 0        | 0    | 0   | 0    | 6     | 22°  |
| 2019     | Formula 4 UAE           | Dragon Racing             | 20   | 0        | 0    | 2   | 6    | 201   | 5°   |
| 2019     | Formula Ford Portugal   | N/A                       | 2    | 0        | 0    | 0   | 1    | 20    | 5°   |
| 2019     | Formula Renault Eurocup | FA Racing by Drivex       | 2    | 0        | 0    | 0   | 0    | 0     | 25°  |
| 2020     | Euroformula Open        | CryptoTower Racing        | 18   | 0        | 0    | 0   | 0    | 28    | 14°  |
| 2020     | Toyota Racing Series    | M2 Competition            | 15   | 0        | 0    | 0   | 0    | 70    | 16°  |
| 2021     | European Le Mans Series | G-Drive Racing            | 6    | 0        | 0    | 0   | 1    | 42    | 8°   |
| 2021     | Asian Le Mans Series    | G-Drive Racing            | 4    | 0        | 3    | 3   | 3    | 66    | 3°   |
| 2021     | WEC - LMP2              | G-Drive Racing            | 2    | 0        | 0    | 0   | 0    | 0     | NC†  |
| 2022     | IMSA - LMP2             | Tower Motorsport          | 4    | 1        | 0    | 0   | 2    | 990   | 12°  |
| 2022     | WEC - LMP2              | Team WRT                  | 6    | 1        | 0    | 0   | 3    | 96    | 4°   |
| 2023     | European Le Mans Series | Inter Europol Competition | 6    | 0        | 0    | 0   | 1    | 33    | 7°   |
| 2023     | WEC - LMP2              | Team WRT                  | 7    | 3        | 0    | 0   | 3    | 179   | 1°   |

### Risultati nella 24 ore di Le Mans
| Anno | Team            | Co-Piloti                       | Auto                         | Classe | Giri | Pos. | Classe Pos. |
| ---- | --------------- | ------------------------------- | ---------------------------- | ------ | ---- | ---- | ----------- |
| 2021 | G-Drive Racing  | John Falb Roberto Merhi         | Aurus 01-Gibson              | LMP2   | 108  | DNF  | DNF         |
| 2022 | RealTeam by WRT | Norman Nato Ferdinand Habsburg  | Oreca 07-Gibson              | LMP2   | 362  | 21°  | 17°         |
| 2023 | Team WRT        | Louis Delétraz Robert Kubica    | Oreca 07-Gibson              | LMP2   | 328  | 10°  | 2°          |
| 2024 | TF Sport        | Charlie Eastwood Tom van Rompuy | Chevrolet Corvette Z06 GT3.R | GT3    | 267  | 43°  | 15°         |
| 2025 | TF Sport        | Charlie Eastwood Tom van Rompuy | Chevrolet Corvette Z06 GT3.R | GT3    | 341  | 35°  | 3°          |

### Risultati nella European Le Mans Series
(legenda) (Le gare in grassetto indicano la pole position) (Le gare in corsivo indicano Gpv)
| Anno    | Squadra           | Classe | Vettura         | CAT | RBR | LEC | MNZ | SPA | POR | Punti | Pos. |
| ------- | ----------------- | ------ | --------------- | --- | --- | --- | --- | --- | --- | ----- | ---- |
| 2021    | G-Drive Racing    | LMP2   | Oreca 07-Gibson | 7   | 3   | 10  | 6   | 7   | 8   | 42    | 8°   |
| Anno    | Squadra           | Classe | Vettura         | PAU | IMO | MON | BAR | SPA | POR | Punti | Pos. |
| 2022    | Duqueine Team     | LMP2   | Oreca 07-Gibson |     |     |     |     |     | 9   | 2     | 24°  |
| Anno    | Squadra           | Classe | Vettura         | BAR | LEC | ARA | SPA | POR | ALG | Punti | Pos. |
| 2023    | United Autosports | LMP2   | Oreca 07        | Rit | 3   | Rit | 7   | 7   | 4   | 33    | 7º   |
| Legenda |                   |        |                 |     |     |     |     |     |     |       |      |

*Stagione in corso.

### Risultati nell'IMSA
| Anno    | Team             | Classe | Auto            | 1     | 2     | 3   | 4   | 5     | 6   | 7     | Pos. | Punti |
| ------- | ---------------- | ------ | --------------- | ----- | ----- | --- | --- | ----- | --- | ----- | ---- | ----- |
| 2022    | Tower Motorsport | LMP2   | Oreca 07-Gibson | DAY 3 | SEB 7 | LGA | HDO | WGI 2 | ROA | PET 1 | 990  | 12°   |
| Legenda |                  |        |                 |       |       |     |     |       |     |       |      |       |

### Risultati nel WEC
| Anno    | Squadra         | Classe | Vettura                      | SEB | SPA | LMS | MON | FUJ | BHR |     |     | Punti | Pos. |
| ------- | --------------- | ------ | ---------------------------- | --- | --- | --- | --- | --- | --- | --- | --- | ----- | ---- |
| 2022    | RealTeam by WRT | LMP2   | Oreca 07                     | 3   | 2   | 9   | 1   | 4   | 5   |     |     | 96    | 4°   |
| Anno    | Squadra         | Classe | Vettura                      | SEB | ALG | SPA | LMS | MON | FUJ | BHR |     | Punti | Pos. |
| 2023    | Team WRT        | LMP2   | Oreca 07                     | 4   | 3   | 1   | 2   | 3   | 1   | 1   |     | 173   | 1°   |
| Anno    | Squadra         | Classe | Vettura                      | QAT | IMO | SPA | LMS | SÃO | COA | FUJ | BHR | Punti | Pos. |
| 2024    | TF Sport        | LMGT3  | Chevrolet Corvette Z06 GT3.R | Rit | 7   | Rit | 12  | 8   | Rit | 4   | 2   | 50    | 10°  |
| Anno    | Squadra         | Classe | Vettura                      | QAT | IMO | SPA | LMS | SÃO | COA | FUJ | BHR | Punti | Pos. |
| 2025    | TF Sport        | LMGT3  | Chevrolet Corvette Z06 GT3.R | Rit | 6   | Rit | 3   |     |     |     |     | 38*   |      |
| Legenda |                 |        |                              |     |     |     |     |     |     |     |     |       |      |

* Stagione in corso.